# Аверин, Михаил Андриянович
Михаил Андриянович Аве́рин (18 декабря 1926 — 23 сентября 1997) — советский, российский педагог. Народный учитель СССР (1983).

## Биография
Родился 18 декабря 1926 года в селе Кузнецово Поспелихинского района (ныне в Алтайском крае).
По окончании школы-семилетки в 1942—1943 годах работал учеником киномеханика, а затем киномехаником в селе Подгорное Чаинского района Томской области.
В 1943 году в 18 лет ушёл добровольцем на фронт. Воевал в пехоте, участвовал в боях в составе Второго Украинского фронта. Участвовал в разгроме Ясско-Кишиневской группировки немцев, в операции под Корсунь–Шевченском. Демобилизован в начале 1945 года по ранению.
После демобилизации работал киномехаником, бухгалтером, инженером по технике безопасности.
Учился заочно на географическом факультете Новосибирского педагогического института.
С 1950 года — на педагогической работе: сначала — учитель географии и истории Боровской школы (1950—1951), затем — учитель географии и иностранного языка, а затем директор школы совхоза «Барит» Промышленновского района Кемеровской области (1951—1954).
В 1956—1962 годах — директор школы в селе Окунево Промышленновского района Кемеровской области.

«Зданьице старенькое, развалившееся, маленькое. Надо строить-тут двух мнений нет. Да не очень-то это просто и сегодня, а тогда, в 1956 году, особенно. Все-таки строительство начали. Материал добывали с великим трудом, находишься, напросишься, пока хоть что-то выбьешь. Но ходил по всем приёмным, сидел в них часами, добивался…».— М.А. Аверин, из книги «Судьба моя, школа…», 1987 год
При нём были построены школьные пристройки, мастерские, котельная, интернат на 100 обучающихся, а для ведения хозяйства был построен крольчатник.
Осенью 1962 года был назначен директором Заринской средней школы села Плотниково и проработал в этой должности более 30 лет.
Сформировал педагогический коллектив: при нём 22 учителя стали отличниками народного просвещения, трое — заслуженными учителями РСФСР, 11 удостоены государственных наград.
Здание школы было типовое — из девяти классов и спортивного зала. С каждым годом увеличивалось число учеников, классных комнат не хватало, начальные классы пришлось вывести из основного здания в приспособленное помещение. В 1968–69 учебном году в школе было уже 21 класс плюс работала вечерняя школа. При школе были созданы кабинеты ручного, технического и обслуживающего труда, классы профориентации (машиноведения, растениеводства и агрохимии).
В 1969 году был направлен от области делегатом II Всесоюзного съезда учителей.
В 1975 году было построено новое здание для школы — его строительства директор добивался несколько лет, дважды ездил в Москву и смог «выбить» деньги в Министерстве сельского хозяйства.
Тесно работал с шефствующим школу орденом Трудового Красного знамени совхозом «Заря». Совхозом была выделена земля под пришкольный учебно–опытный участок (2 га), опытное поле (85 га). Главный агроном совхоза, Герой Социалистического Труда А. А. Бондарев помог и возглавил работу школьной опытной полеводческой бригады. Школа 15 раз была участницей ВДНХ СССР.
В школу приезжали за опытом и коллеги и специалисты из колхозов и совхозов, в том числе делегации из других республик СССР, представители ГДР, Чехословакии.
Заринская школа за производственные показатели награждена грамотой Президиума Верховного Совета РСФСР, отмечена пятью вымпелами ЦК ВЛКСМ.
В июле 1984 года в школе работали фотокорреспонденты журнала «Огонёк» и в сентябрьском номере был напечатан фоторепортаж о школе.

Опыт трудового и нравственного воспитания в тесном сотрудничестве школы и коллектива совхоза «Заря» известен в области, стране и за рубежом. С 1984 г. М.А. Аверин усовершенствовал и применил на практике критерии оценки деятельности школы, учителя и учащихся. Выработал критерии оценки трудовой деятельности школьника. В школе были введены трудовые книжки. Система трудового воспитания дала свои плоды. 80% рабочих совхоза и 90% специалистов сельского хозяйства — выпускники школы. Среди них пять Героев Социалистического Труда, многие награждены правительственными наградами. 50% учителей — бывшие учащиеся школы. Опыт М.А. Аверина внедрялся в практику школ области.— Энциклопедия образования в Западной Сибири: в трех томах, Том 3, 2003 год

Высший суд для учителя — не выводы проверяющих, а глаза ребятишек. ... Удивляют меня некоторые выпускники пединститутов. Получит диплом и считает, что он теперь стоит «над», он диктует, а ему подчиняются. И забывает, что у каждого мальца тоже есть свой характер, свое достоинство. А уж про старшеклассников и говорить нечего.— М.А. Аверин, из интервью журналу «Огонёк», 1984 год
Умер 23 сентября 1997 года.

## Публикации
Автор книги «Судьба моя, школа…» и ряда публикаций по педагогике.

## Награды и звания
- Заслуженный учитель школы РСФСР (1972);
- Народный учитель СССР (1983);
- Орден Ленина (1978);
- Орден «Знак Почёта» (1966);
- Орден Отечественной войны 2-й степени;
- Медаль «За отвагу»;
- Медаль Н. К. Крупской (1976);
- Почётный знак «Отличник народного просвещения РСФСР» (1964).

## Память
- В 2000 году в Кемеровской области была учреждена премия им. М. А. Аверина, ежегодно вручаемая трём лучшим директорам школ области.[7]
- В 2008 году Заринской школе села Плотниково Промышленновского района Кемеровской области было присвоено имя М. А. Аверина.